# Marsz (powieść)
Marsz (ang. The March, 2005) – powieść amerykańskiego pisarza E.L. Doctorowa. Zdobywca m.in.  PEN/Faulkner Award 2006, National Book Critics Circle Award 2005 i finalista Nagrody Pulitzera w 2006 roku.

## Fabuła
Historia krwawego przemarszu wojsk Unii, pod wodzą generała Shermana, przez Georgię, Południową i Północną Karolinę w ostatnich miesiącach wojny secesyjnej (tzw. Marszu Shermana) oraz uwikłanych w nią ludzi - postaci, zarówno autentycznych, jak generał Sherman, Judson Kilpatrick, jak i fikcyjnych - w tym, południowej piękności Emily Thompson, wyzwolonej nastoletniej niewolnicy Pearl, czy rebelianckich dezerterów; Arlego i Willa.